# باتوایلر
باتوایلر (به آلمانی: Battweiler) یک شهر در آلمان است که در زودوستپفالتس واقع شده‌است. باتوایلر ۷۵۶ نفر جمعیت دارد.